# Les Cordes de cristal
 (janvier 2015).
Si vous disposez d'ouvrages ou d'articles de référence ou si vous connaissez des sites web de qualité traitant du thème abordé ici, merci de compléter l'article en donnant les références utiles à sa vérifiabilité et en les liant à la section « Notes et références ».
Les Cordes de cristal est une série littéraire d'Anne Robillard, dont le premier tome est sorti en 2012.

## Résumé
L'histoire se partage en dix épisodes et elle se situe entre Palm Springs et Los Angeles, en Californie dans une petite ville nommée Kennenika, mais qui a eu une grande importance dans les années 1980 dans le monde du rock.

## Tomes
1. Épisode 1, Wellan Inc., 2012, 172 p.  (ISBN 978-2-92392-516-5)Réédité avec le deuxième épisode sous le titre Épisodes 1 & 2 aux éditions Michel Lafon en 2014, 361 p. (ISBN 978-2-7499-2161-7)
2. Épisode 2, Wellan Inc., 2012, 180 p.  (ISBN 978-2-92392-556-1)Réédité avec le premier épisode sous le titre Épisodes 1 & 2 aux éditions Michel Lafon en 2014, 361 p. (ISBN 978-2-7499-2161-7)
3. Épisode 3, Wellan Inc., 2013, 182 p.  (ISBN 978-2-92392-558-5)Réédité avec le quatrième épisode sous le titre Épisodes 3 & 4 aux éditions Michel Lafon en 2014, 360 p. (ISBN 978-2-7499-2216-4)
4. Épisode 4, Wellan Inc., 2013, 182 p.  (ISBN 978-2-92392-559-2)Réédité avec le troisième épisode sous le titre Épisodes 3 & 4 aux éditions Michel Lafon en 2014, 360 p. (ISBN 978-2-7499-2216-4)
5. Épisode 5, Wellan Inc., 2013, 180 p.  (ISBN 978-2-92392-561-5)
6. Épisode 6, Wellan Inc., 2014, 180 p.  (ISBN 978-2-92392-563-9)
7. Épisode 7, Wellan Inc., 2014, 184 p.  (ISBN 978-2-92392-565-3)
8. Épisode 8, Wellan Inc., 2016, 184 p.  (ISBN 978-2-92444-229-6)
9. Épisode 9, Wellan Inc., 2016, 176 p.  (ISBN 978-2-92444-230-2)
10. Épisode 10, Wellan Inc., 2016, 184 p.  (ISBN 978-2-92444-231-9)